# 会津高原高畑スキー場
会津高原高畑スキー場（あいづこうげんたかはたスキーじょう）は、福島県南会津郡南会津町にある町営のスキー場である。正式名称は南会津町会津高原高畑スキー場。通称：北日光・高畑スキー場。指定管理者制度によって運営されている。

## 概要
ゲレンデ数10、リフト5本の設備である。かつてはスキー専用ゲレンデであったが2022-23シーズンよりスノーボードでの滑走も可能となった。
決して大規模なスキー場ではないが、最も近い高速道路のインターチェンジから80kmというアクセスの悪さをものともせず、腕自慢のスキーヤーが集まる。標高2,000m級の会津の山々に囲まれ、晴れた日は磐梯山や那須連峰まで見渡せる。ファミリーで楽しめるフラットバーンから、上級者好みのハードバーンまで多彩な斜面を揃えている。

## 沿革
1989年（平成元年）、伊南村の村営スキー場として8コース、リフト4基でオープン。1991シーズンにはペアリフト1基とコース1つが増設された。
町村合併後は南会津町が出資する第三セクターの「みなみやま観光株式会社」が管理・運営していたが、2013年7月より株式会社マックアースリゾート福島（現・DMC aizu）が指定管理を受託した。

## ゲレンデ
4本のリフトに対応するように4つのエリアに大分されている。リフトを3本乗り継ぐことで山頂にたどり着くことができる。

### ブラックエリア
●ブラックライン（897m、ペアリフト、2本並行している。)
- スーパーブラック…450m。高畑スキー場最大斜度34度を誇る
- ブラック…1300m。スーパーブラックの迂回コース
- イガヤゲレンデ…700m。
- セーフティーウェイ…700m。初心者用の下山コース

### ブルーエリア
●ブルーライン（732m、ペアリフト）
- ブルーアウト…1,300m。
- ブルーセンター…500m。最高32度の急斜面
- ブルーイン…1,000m。
- ブルーハイウェイ…1,400m。大きく外に回り込む緩斜面

### レッドエリア
●レッドライン（315m、シュレップリフト）
- レッドコース360m。中級者面でモーグルコース併設。独立している

### オレンジエリア
●オレンジライン（1,150m、ペアリフト）
- オレンジイン…1,400m。一部非圧雪
- オレンジアウト…1,500m。眺望が良い

## 交通アクセス
- 東北自動車道・西那須野塩原ICから国道400号、121号、352号で約81キロメートル。
- 会津鉄道 会津田島駅から路線バス（会津バス会津田島駅 - 檜枝岐、所要時間1時間10分）が利用可能だが、運行本数は少ない。

## 周辺
周辺には民宿が多数立地し、近隣には小豆温泉もある。